# Stosunki polsko-indyjskie

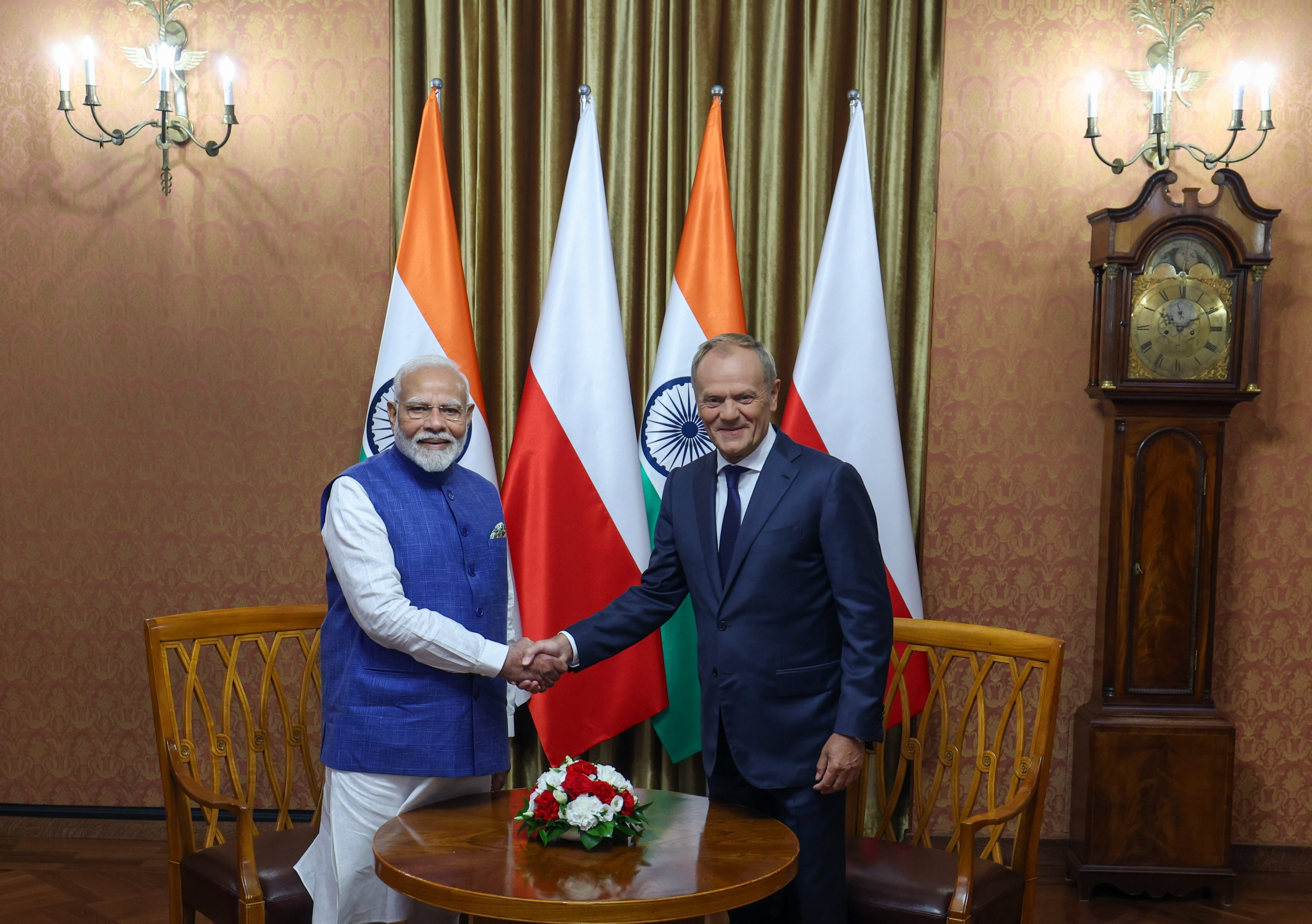
Premier Indii Narendra Modi i premier Polski Donald Tusk podczas spotkania w Warszawie, 2024

Stosunki polsko-indyjskie obejmują współpracę polityczną, ekonomiczną, kulturalną i naukową.
Stosunki dyplomatyczne między oboma krajami zostały nawiązane w 1954 roku.
Kontakty polityczne mają ograniczony i nieregularny charakter, a spotkania na najwyższym szczeblu są rzadkie. Zaliczają się do nich m.in.:
- wizyta prezydent Indii Pratibhy Patil w Polsce (2009)[3]
- wizyta premiera Polski Donalda Tuska w Indiach (2010)[2]
- wizyta wicepremiera Polski Janusza Piechocińskiego w Indiach (2015)[4]
- wizyta ministra spraw zagranicznych Indii S. Jaishankar w Polsce (2019)[2]
- wizyta premiera Indii Narendra Modi w Polsce (2024) – pierwsza wizyta szefa rządu Indii w wolnej Polsce[5]

W 2024 roku podniesiono rangę stosunków dwustronnych do poziomu partnerstwa strategicznego.
Polsko-indyjskie relacje gospodarcze reguluje umowa o partnerstwie strategicznym między Unią Europejską a Indiami oraz umowy bilateralne (m.in. o współpracy gospodarczej, o popieraniu i ochronie inwestycji, o współpracy w dziedzinie rolnictwa oraz w zakresie unikania podwójnego opodatkowania).
W 2024 roku wartość obrotów handlowych między oboma krajami osiągnęła wartość 5,79 mld USD. Podobnie jak w poprzednich latach notowano dodatnie saldo po stronie Indii (polski eksport do Indii – 1,45 mld USD. Według danych NBP w 2023 roku dochód z tytułu polskich inwestycji bezpośrednich w Indiach wyniósł 19,2 mln USD a z tytułu indyjskich inwestycji w Polsce 40,9 mln USD.